# Notocrypta caerulea
Notocrypta caerulea är en fjärilsart som beskrevs av Evans 1928. Notocrypta caerulea ingår i släktet Notocrypta och familjen tjockhuvuden. Inga underarter finns listade i Catalogue of Life.